# Andreas von Schönberg (Lehnsmann)
Andreas von Schönberg (* 1565 oder 1566 auf Rittergut Neusorge, südlich von Mittweida, Kurfürstentum Sachsen; † 31. Januar 1587 auf Gut Linz bei Großenhain, Kursachsen) war ein kursächsischer Lehnsmann.

## Leben
Der Sohn des Wolf von Schönberg und der Brigitte von Pflug ließ sich im Jahr 1582 an der Universität Wittenberg immatrikulieren. Bereits zwei Jahre später im Jahr 1584 schrieb seine Mutter an den Kurfürsten August, dass ihr Sohn „der lateinischen und bohemischen Sprache leufftigk“ sei und Lust habe, sich in fremde Länder zu begeben. Sie bat ihn um eine Empfehlung an den Herzog Karl Emanuel I. von Savoyen, damit er ihn als Hofdiener annimmt. Was daraufhin geschah, ist nicht überliefert.
Am 10. August 1586 erhielt der nun 20-Jährige das zu 40.000 Gulden veranschlagte Lehen seines Vaters zu Neusorge übereignet. Am 30. Januar 1587 erhielt Schönberg eine Einladung zur Hochzeitsfeier des Christoph von Polentz (vor 1574–1618) auf dessen Rittergut Linz bei Großenhain in Sachsen. Zwischen Schönberg und seinem Verwandten Heinrich von Lüttichau, der ebenfalls Gast auf dieser Feier war, kam es zu einem Streit. Schönberg forderte Lüttichau zum Duell. Schönberg unterlag im Gefecht und wurde am 8. Februar 1587 in der Kirche in Frankenberg/Sa. beigesetzt. Die Inschrift des Grabsteins lautet: 

„ANNO 1587 DEN 31.

IANVARI ZV ABENT ZWISCHEN 

7 VND 8 IST VORSCHIEDEN DER EDELE 

GESTRENG VND ERNVESTE ANDREAS VON SCHONBERG ZV LINZ 

SEINES ALTERS 21 IAR.“ 